# Ducado de Krumlov

Escudo de armas de Johann Anton von Eggenberg (1610-1649) como Duque de Krumlov

El Ducado de Krumlov (en alemán Krumau) fue un ducado titular en la parte meridional del Reino de Bohemia, que comprendía la ciudad de Český Krumlov y sus territorios circundantes, ahora en la República Checa.
En 1628, fue dado a Hans Ulrich von Eggenberg por el rey Fernando II cuando concedió a Hans Ulrich el título de Duque de Krumlov. Las posesiones bohemias de los Eggenbergs después pasaron al hijo de Hans Ulrich, Johann Anton von Eggenberg (1610-1649).
En 1649, el título pasó al hijo de Johann Anton, Johann Christian von Eggenberg. Este se casó con Marie Ernestine de Schwarzenberg, quien era miembro de la noble Casa de Schwarzenberg. A la muerte de Johann Christian, la línea masculina de la Casa de Eggenberg llegó a su fin. 
A la muerte de Marie Ernestine en 1719 las posesiones bohemias de los Eggenbergs pasaron a sus parientes más cercanos de la familia Schwarzenberg. Como resultado, el Ducado de Krumlov fue obtenido por el Príncipe Adán Francisco Carlos de Schwarzenberg en 1723, y el título de Duque de Krumlov es reservado para el jefe de la Casa de Schwarzenberg.

## Duques de Krumlov
- Príncipe Hans Ulrich von Eggenberg (1622-1634)
- Príncipe Johann Anton von Eggenberg (1634-1649)
- Príncipe Johann Christian von Eggenberg (1649-1710)
- Princesa Marie Ernestine von Eggenberg (1710-1719)
- Príncipe Adán Francisco de Schwarzenberg (1723-1732)
- Príncipe José I Adán de Schwarzenberg (1732-1782)
- Príncipe Juan I de Schwarzenberg (1782-1789)
- Príncipe José II de Schwarzenberg (1789-1833)
- Príncipe Juan Adolfo II de Schwarzenberg (1833-1888)
- Príncipe Adolfo José de Schwarzenberg (1888-1914)
- Príncipe Juan II de Schwarzenberg (1914-1938)
- Príncipe Adolfo de Schwarzenberg (1938-1950)
- Príncipe José III de Schwarzenberg (1950-1979)
- Príncipe Karl de Schwarzenberg (1979-presente)

- Datos: Q3177901
- Multimedia: Vévodství Krumlovské / Q3177901